# レーナ・メラース
レーナ・ハートル（Lena Hartl、女性、1990年1月6日 - ）は、ドイツの元女子バレーボール選手。旧姓はメラース（Möllers）。元ドイツ代表。

## 来歴
2004年にTub Bocholtからバレーボール選手としてのキャリアを開始する。2007年に行われたジュニアヨーロッパ選手権で金メダルを獲得した。2008年、シニアのドイツ代表に初選出される。同年のワールドグランプリで代表デビューした。
2009/10シーズンにドイツ・ブンデスリーガにて優勝を果たした。2012年、代表復帰し、ワールドグランプリでは7位に入った。

## 所属クラブ
- Tub Bocholt（2004-2005年）
- Olympia Berlino（2005-2009年）
- Rote Raben Vilsbiburg（2009-2013年）
- AGIL Volley（2013-2014年）
- ネルーダバレー（2014-2015年）
- Béziers Volley（2015-2017年）
- CSMヴォレイ・アルバ・ブラジ（2017-2018年）
- ドレスナーSC（2018-2019年）
- Rote Raben Vilsbiburg（2019-2021年）